# Manu, Mehedinți
Manu este un sat în comuna Tâmna din județul Mehedinți, Oltenia, România.